# HTC Titan
 HTC Titan (trên thị trường là HTC TITAN; cũng có tên là HTC Eternity ở Trung Quốc, và HTC Ultimate ở Brazil), là một chiếc điện thoại thông minh chạy hệ điều hành Windows Phone 7.5 (tên mã là Mango). Chiếc điện thoại được thiết kế và sản xuất bởi HTC Corporation. Nó là người kế nhiệm chiếc HTC HD7.

## Mô tả

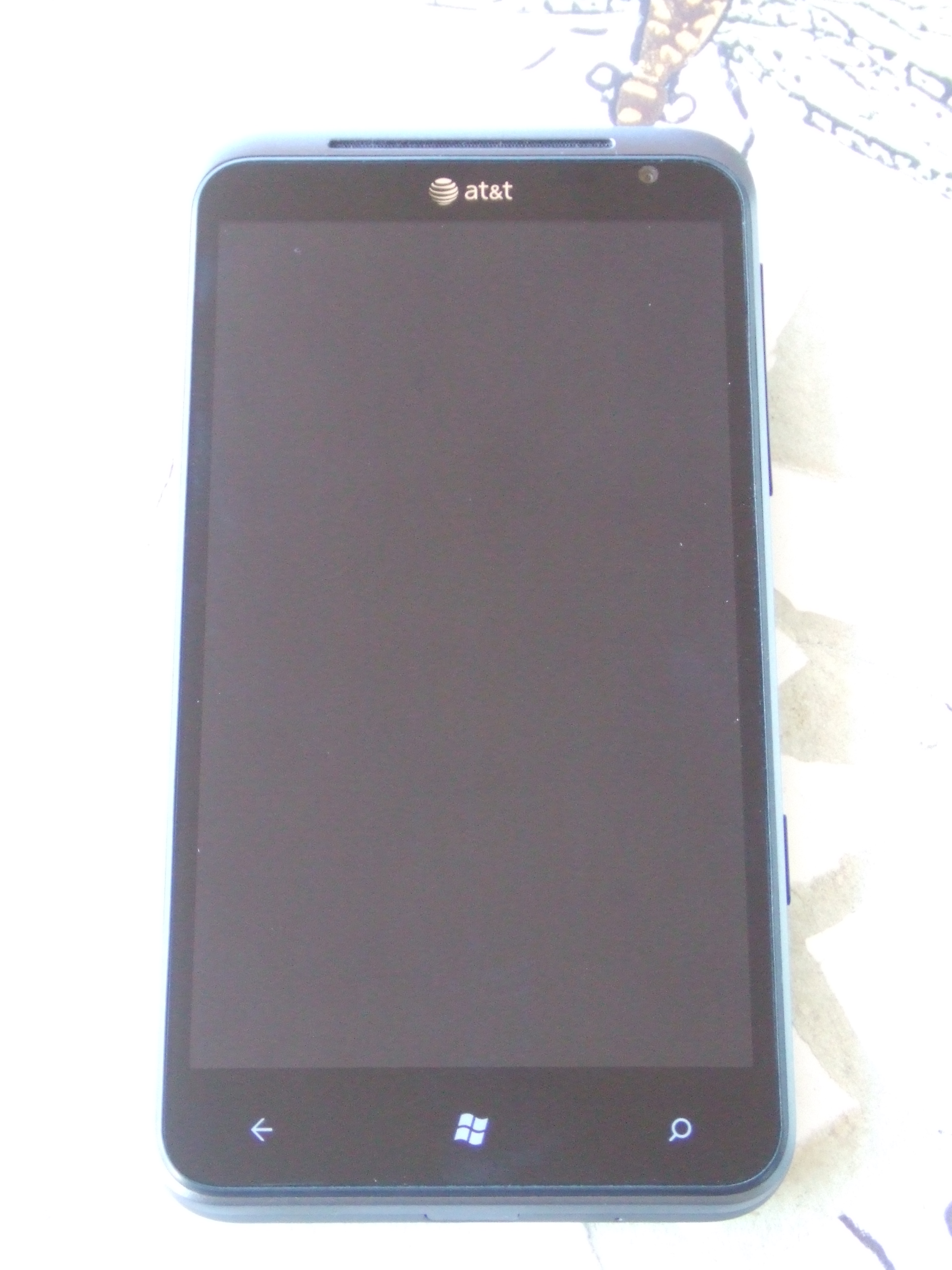
Một chiếc HTC Titan màu xanh

HTC công bố chiếc HTC Titan vào 1 tháng 9 năm 2011, ở London. Nó có một màn hình S-LCD 4.7 inch, lớn nhất trong tất cả thiết bị Windows Phone được ra mắt lúc đó. HTC Titan cũng có một vi xử lý 1.5 GHz với 512 MB RAM và 16 GB bộ nhớ trong.
Vào 9 tháng 1 năm 2012, người kế nhiệm của Titan, chiếc Titan II, được công bố là thiết bị Windows Phone đầu tiên hỗ trợ mạng LTE. Chiếc Titan II rất giống với Titan, với hai thay đổi lớn duy nhất là hỗ trợ LTE và cải thiện máy ảnh lên 16 megapixel.

## Sự đón nhận
Chiếc điện thoại nhận được nhiều phản ứng tích cực bởi nhiều người đánh giá. Nhiều người đã gọi nó là một điện thoại Windows Phone cao cấp.